# Куповщина

Куповщина (укр. Купівщина)  до Войны Куцевщина— село,
Полывянский сельский совет,
Миргородский район,
Полтавская область,
Украина.
Код КОАТУУ — 5323285603. Население по переписи 2001 года составляло 94 человека.
Село указано на трехверстовке Полтавской области. Военно-топографическая карта.1869 года как хутор Куцевщина

## Географическое положение
Село Куповщина находится в 2,5 км от левого берега реки Вовнянка.
На расстоянии в 0,5 км расположено село Милашенково и в 1-м км — село Полывяное.
Рядом проходит железная дорога, станция Мелашенково.